# Hrušov (Veľký Krtíš)
Hrušov (bis 1927 slowakisch auch „Hrušovo“; ungarisch Magasmajtény – bis 1892 Hrussó) ist eine Gemeinde im Süden der Slowakei, mit 812 Einwohnern (Stand 31. Dezember 2024). Sie gehört zum Okres Veľký Krtíš, einem Kreis des Banskobystrický kraj.

## Geographie

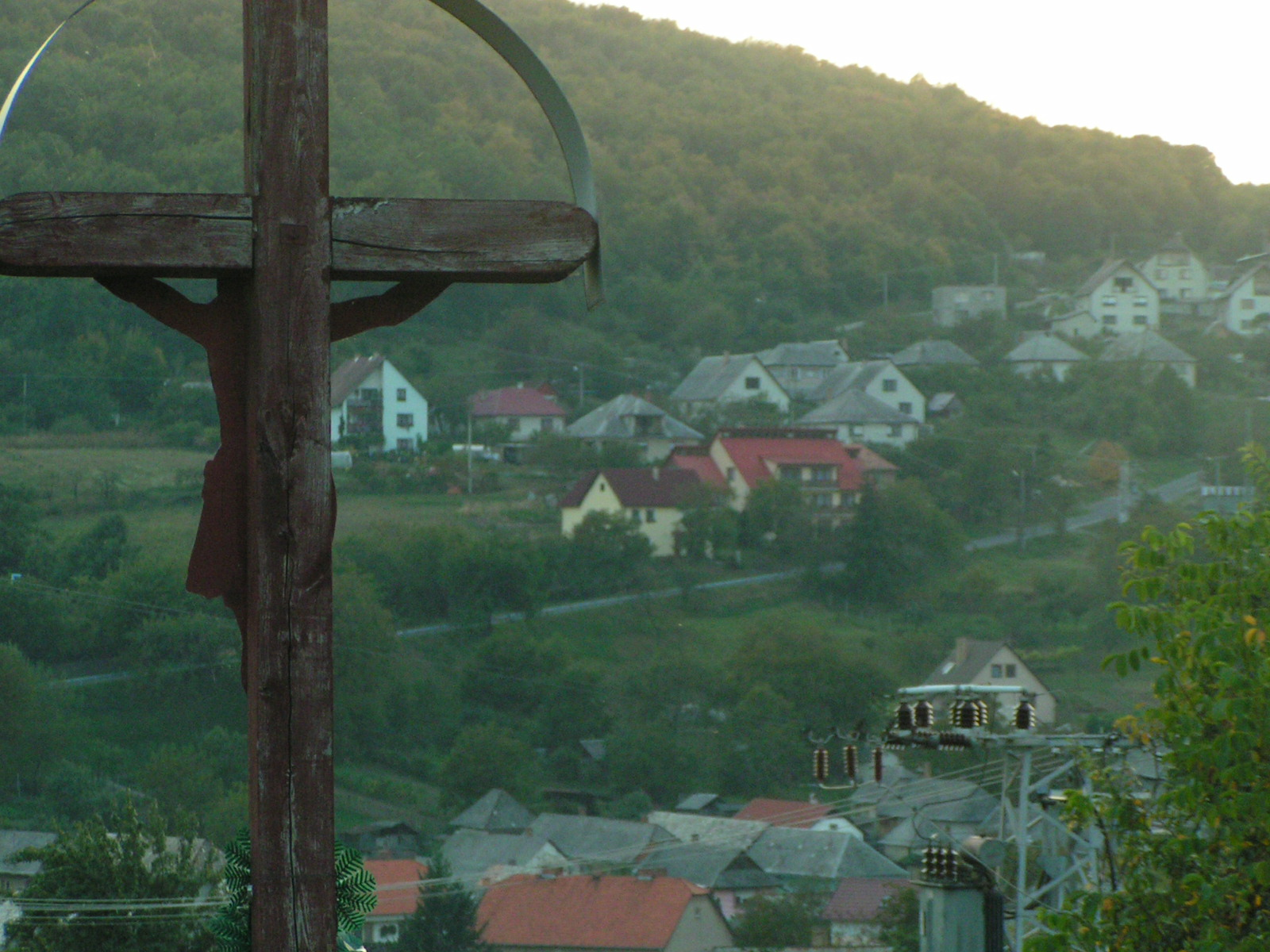

Die Gemeinde liegt am Südrand des Hochlandes Krupinská planina am Bach Veľký potok, 25 Kilometer von Šahy und 30 Kilometer von Veľký Krtíš entfernt.
Neben dem Hauptort sind zahlreiche Einzelhöfe (slowakisch lazy) in der Umgebung zerstreut.

## Geschichte
Der Ort wurde zum ersten Mal 1278 als Horossou schriftlich erwähnt und war im Besitz des alten Geschlechts Hunt-Poznan. Diese verkauften 1312 das Dorf an das Geschlecht Dobak, die aber nur kurz die Herrscher waren. Für eine ungewisse Zeit war die Ortschaft direkt im Besitz der Krone, seit dem 14./15. Jahrhundert dann zwischen verschiedenen örtlichen Adligen aufgeteilt, oftmals gemeinsam mit dem Nachbarort Ninik.
In der Zeit der Türkenkriege im 16./17. Jahrhundert war Hrušov den türkischen Besitzer tributpflichtig. 1828 sind 101 Häuser und 603 Einwohner verzeichnet. Seit dem Mittelalter war es ein landwirtschaftliches Dorf, wo neben dem Früchteanbau sind Schaf- und Viehzucht und Weinbau bekannt.
Bis 1918 gehörte der Ort im Komitat Hont zum Königreich Ungarn und kam danach zur Tschechoslowakei.
Der slowakische Name nimmt Bezug auf früher angeblich reiche Vorkommen der Birnen (slowakisch Sg. hruška) in der Gegend. Dieses Obst wird auch auf dem Ortswappen dargestellt. Der 1892 eingeführte ungarische Name Magasmajtény (= Hohes Majtény) soll auf ehemalige Besitzer Majt(h)ény erinnern, deren Anwesenheit allerdings nicht nachgewiesen ist.

## Bevölkerung
| Jahr                | 1994 | 2004    | 2014    | 2024    |
| ------------------- | ---- | ------- | ------- | ------- |
| Anzahl der Personen | 925  | 897     | 867     | 812     |
| Unterschied         |      | −3,02 % | −3,34 % | −6,34 % |

| Jahr                | 2023 | 2024    |
| ------------------- | ---- | ------- |
| Anzahl der Personen | 818  | 812     |
| Unterschied         |      | −0,73 % |

Ergebnisse nach der Volkszählung 2001 (920 Einwohner):
| Nach Ethnie: - 89,46 % Slowaken - 8,91 % Zigeuner - 0,76 % Magyaren | Nach Religion: - 97,50 % römisch-katholisch - 0,98 % keine Angabe - 0,76 % konfessionslos - 0,54 % evangelisch |

## Sehenswürdigkeiten und Kultur
- römisch-katholische Allerheiligenkirche aus dem Jahr 1762
- Kalvarienberg nördlich des Hauptortes
- Dorfmuseum der landwirtschaftlichen Technik
- Folklore-Festival Hontianska paráda am vorletzten Augustfreitag und -samstag, seit 1996 ausgetragen